# Samani (Hokkaido)
Samani (jap. 様似町 Samani-chō) – miasto w Japonii, w prefekturze Hokkaido, w podprefekturze Hidaka. Według danych na rok 2020 miejscowość zamieszkiwało 4 043 mieszkańców , a gęstość zaludnienia wyniosła 11,1 os./km².